# Bernd Eckstein
Bernd Eckstein (* 22. Mai 1953 in Mengersgereuth-Hämmern) ist ein ehemaliger deutscher Skispringer.

## Werdegang
Eckstein begann früh mit dem Skispringen beim SC Motor Zella-Mehlis. 1970 stellte er Großen Vogtlandschanze in Klingenthal einen neuen Schanzenrekord auf, der bis 1973 Bestand hatte. Sein internationales Debüt gab Eckstein bei der Vierschanzentournee 1970/71. Bereits beim Auftaktspringen auf der Schattenbergschanze in Oberstdorf überraschte er als Achter. Noch besser verlief das Springen auf der Großen Olympiaschanze in Garmisch-Partenkirchen, das er als Siebenter beendete. Nach zwei weiteren guten Top-20-Platzierungen in Innsbruck und Bischofshofen beendete er die Tournee Rang neun.
Beim erstmals ausgetragenen Mannschaftsspringen auf der Aschbergschanze in Klingenthal wurde er mit der Mannschaft, zu der auch Heinz Schmidt, Rainer Schmidt und Horst Queck gehörten hinter dem Team aus Brotterode Zweiter.
Nach einem Jahr internationaler Pause konnte er bei der Vierschanzentournee 1972/73 nicht an diesen Erfolg anknüpfen und beendete die Tournee nur auf Rang 17 der Gesamtwertung. Seine beste Tournee bestritt er mit der Vierschanzentournee 1973/74. Zwar startete er nur mit Rang 16 in Oberstdorf, steigerte sich aber als Sechster in Garmisch-Partenkirchen deutlich. Nachdem er beim Abschlussspringen auf der Paul-Außerleitner-Schanze in Bischofshofen seinen einzigen Sieg der Karriere feiern konnte, beendete er die Tournee als Dritter der Tournee-Gesamtwertung.
Daraufhin reiste er als Mitglied der Nationalmannschaft zur Nordischen Skiweltmeisterschaft 1974 in Falun. Von der Großschanze landete er nach Sprüngen auf 92,5 und 93 Metern auf dem 13. Platz. Von der Normalschanze erreichte er mit Sprüngen auf 86 und 81,5 Metern den fünften Rang.
Trotz dieses Erfolgs startete Eckstein nicht bei der Vierschanzentournee 1974/75. Erst im Folgejahr trat er erneut an und beendete die Vierschanzentournee 1975/76 auf dem neunten Rang der Gesamtwertung.
Bei den Olympischen Winterspielen 1976 in Innsbruck und Seefeld in Tirol erreichte Eckstein Rang 32 von der Normalschanze sowie einen guten siebenten Platz von der Großschanze. Bei den DDR-Skimeisterschaften 1976 in Lauscha wenig später sicherte er sich Silber von der Normalschanze und Bronze von der Großschanze. Zudem gewann er Bronze mit der Mannschaft.
Zur Vierschanzentournee 1977/78 gelang Eckstein noch einmal ein Sechster Rang der Gesamtwertung, wobei er als Vierter in Oberstdorf nur knapp ein erneutes Podium verpasste. Bei den DDR-Skimeisterschaften 1978 in Schmiedefeld am Rennsteig gewann er erneut den Vizemeistertitel von der Normalschanze.
Nach der Vierschanzentournee 1978/79, bei der Eckstein nur die beiden deutschen Springen bestritt und am Ende nur Rang 78 der Gesamtwertung belegte, beendete er seine aktive Skisprungkarriere.

## Erfolge

### Vierschanzentournee-Platzierungen
| Saison  | Platz | Punkte |
| ------- | ----- | ------ |
| 1970/71 | 09.   | 870,6  |
| 1972/73 | 17.   | 800,1  |
| 1973/74 | 03.   | 910,0  |
| 1975/76 | 09.   | 834,8  |
| 1977/78 | 06.   | 753,6  |
| 1978/79 | 78.   | 286,5  |

### Schanzenrekorde
| Ort           | Land       | Weite               | aufgestellt am | Rekord bis     |
| ------------- | ---------- | ------------------- | -------------- | -------------- |
| Bischofshofen | Österreich | 106,0 m (HS: 140 m) | 5. Januar 1974 | 6. Januar 1976 |